# Chant des Saliens
Pour les articles homonymes, voir Carmen.

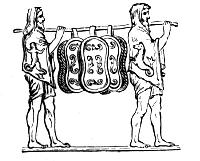
D'après un bas-relief romain. Saliens portant les boucliers sacrés.

Le Chant des Saliens (en latin : carmen saliare) est un hymne liturgique en latin archaïque, dont des fragments nous sont parvenus grâce à l’œuvre encyclopédique du grammairien latin Varron.

## Description
Ce chant était entonné dans la Rome antique au cours des rituels pratiqués par les prêtres Saliens (ou « prêtres dansants »).
Les rites étaient essentiellement organisés autour des figures des dieux Mars et Quirinus, et se déroulaient à la mi-mars et la mi-octobre. Ils consistaient en processions au cours desquelles les prêtres, portant armures et armes traditionnelles, exécutaient une danse sacrée et chantaient ce carmen saliare. La création de l'ordre des prêtres Saliens précède la République romaine et la tradition romaine faisait remonter leur origine au règne du mythique roi Numa Pompilius.
Les prêtres Saliens étaient issus de diverses familles de patriciens, et leurs parents devaient être encore en vie au moment de leur élection. Le titre de prêtre était conféré à vie ; il était toutefois permis de quitter la confrérie pour accéder à une prêtrise plus éminente ou en cas d'élection à une magistrature importante.
Grâce à Varron et à Terentius Scaurus, quelques fragments de l'hymne, composés en vers saturniens, ont été conservés dans ses traités De lingua latina (fragments 1 et 3) et De orthographia (fragment 2), respectivement.
Voici ces fragments (on donne ci-dessus une des traductions possibles des deux premières strophes) :
| Texte | \|\| | Traduction |
| --- | ---- | --- |
| divum †empta† cante, divum deo supplicate cume tonas, Leucesie, prae tet tremonti †quot† ibet etinei de is cum tonarem …cozeulodorieso. Omnia vero adpatula coemisse. Jan cusianes duonus ceruses dunus Janusve vet pom melios eum recum. |      | Chantez le Père des Dieux, suppliez le Dieu des Dieux ! Quand tu tonnes, ô Dieu de la Lumière, devant Toi nous tremblons … Mais tout … … de Cérès… ou Janus … |
La plus grande partie du texte   reste une énigme pour les linguistes ; les mots latins qu'on peut identifier paraissent se référer au tonnerre, à Janus, Jupiter et Cérès. La langue employée est tellement archaïque que déjà au Ier siècle av. J.-C. Cicéron déclarait n'être plus capable de comprendre la plus grande partie du chant en question.